# Fórmula de interpolação de Brahmagupta
A fórmula de interpolação de Brahmagupta é uma fórmula de interpolação polinomial de segunda ordem desenvolvida prlo matemático e astrônomo indiano Brahmagupta (598–668 EC) no início do século VII EC. O dístico em sânscrito que descreve a fórmula pode ser encontrado na parte complementar do Khandakadyaka, um trabalho de Brahmagupta completado em 665 EC. O mesmo dístico aparece em Dhyana-graha-adhikara, um trabalho anterior de Brahmagupta mas de data incerta. No entanto evidências internas sugerem que Dhyana-graha-adhikara poderia ser datada de antes de Brahmasphuta-siddhanta, um trabalho de Brahmagupta composto em 628 CE. "Daí a invenção da fórmula de interpolação de segunda ordem por Brahmagupta deve ser colocada perto do início do segundo trimestre do século 7 dC, se não mais cedo." Brahmagupta foi o primeiro a inventar e usar um fórmula de interpolação usando diferenças de segunda ordem na história da matemática.
A fórmula de interpolação de Brahmagupa é equivalente à atual fórmula de interpolação de segunda ordem de Newton–Stirling.

## Preliminares
Dado um conjunto de valores tabulados de uma função f(x), que sejam necessários para calcular o valor de  f(x) a um dado valor de x, sigamos, x = a. Sejam os valores tabulados como na tabela abaixo e sejam xr < a < xr+1.
| x     | x1 | x2 | ... | xr | xr+1 | xr+2 | ... | xn |
| f(xr) | f1 | f2 | ... | fr | fr+1 | fr+2 | ... | fn |